# بوئینگ چشم‌فانتومی
بوئینگ چشم فانتومی (به انگلیسی: Boeing Phantom Eye) یک هواپیمای ساختِ بوئینگ در کشور ایالات متحده آمریکا است. این هواپیما در ۱ ژوئن ۲۰۱۲ میلادی نخستین پرواز خود را انجام داد.